# Cueto (Cantabria)
Cueto es un lugar del municipio de Santander (Cantabria, España) situado al norte de la capital, a 3,6 kilómetros del centro y prácticamente integrada en la conurbación en la zona correspondiente al litoral contiguo al área residencial de El Sardinero. Su área más urbana y cercana a la ciudad es conocida como Valdenoja, en contraposición al Cueto rural.
En la costa abundan los acantilados y en ella se encuentran el faro de Cabo Mayor, construido en 1839 por el ingeniero Felipe Bauzá, la playa de Mataleñas, con el parque natural del mismo nombre, la playa de los Molinucos, los restos del llamado Puente Jorao o Puente del Diablo (producido por la erosión marina de las rocas y que se colapsó en noviembre de 2010) y el panteón del Inglés (levantado en honor de William Rowland, fallecido en 1889 en ese lugar al caer de su caballo). Otro monumento de interés es la iglesia de la Virgen del Faro.
Según el censo de 2021 (INE), la población de Cueto es de 9.635 habitantes. Se halla en un periodo de crecimiento por encontrarse en una de las zonas de ampliación de la capital.

## Cultura y deportes
Cueto contó durante unos años antes y durante la guerra con una institución cultural de ámbito local, el Ateneo Cultural de Cueto. El Ateneo fue creado el 28 de diciembre de 1933 y se mantuvo hasta la entrada de las tropas franquistas en el verano de 1937. En esta institución impartieron conferencias tanto personajes de tendencia republicana como monárquica, y tuvo como presidentes a José Riva, Emilio Gutiérrez y Antonio Rodríguez Nozal.
En la práctica deportiva destaca el Club Atlético España de Cueto, club dedicado en diferentes momentos de su historia a la práctica del atletismo, fútbol y rugby y que en la actualidad disputa sus partidos de fútbol como local en el Campo de La Telegrafía. Otros clubs de fútbol local fueron la AD San Agustín y el CD Bellavista. En Cueto también hay un campo dedicado para la práctica del tiro al plato justo detrás del campo de fútbol.
Además la Peña Bolística Manuel Mora, que compite en la Liga APEBOL, disputa desde hace unos años sus partidas como local en la bolera de Cueto, después de trasladarse desde Oruña de Piélagos.
En la zona de Bellavista estuvo ubicado el Hipódromo de Bellavista, instalación deportiva dedicada a la hípica con actividad entre 1917 y 1921.

## Personas destacadas
- Pedro Matías Abad de Higuera (inicios del siglo XVII-1650), misionero franciscano en América, martirizado por los indios.
- Juan de Santander (siglo XVI), grumete de la expedición de Magallanes-Elcano. Uno de los 18 supervivientes que regresaron en la nao Victoria.
- Amador Toca Rumayor, alcalde pedáneo de Cueto entre 1920 y 1936.[3]

## Galería

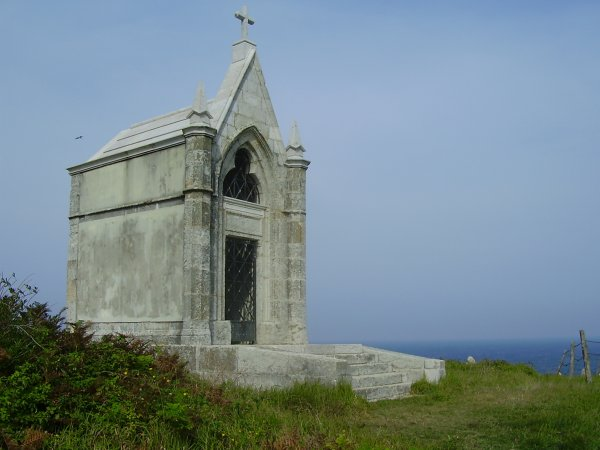
Panteón del Inglés en los acantilados de Cueto.